# Amagami
Amagami (アマガミ, Amagami, lit. "Mordida de leve"), é um jogo eletrônico de simulação de namoro desenvolvido e publicado pela Enterbrain para o PlayStation 2 e foi lançado em 19 de março de 2009. Quatro adaptações em mangá foram produzidas: dois publicados na Famitsu Enterbrain's Comic Clear, um na Hakusensha Young's Animal e Young Animal Island, e um na Dengeki ASCII Media Works Maoh. A franquia também ganhou duas adaptações para anime, a primeira composta de 26 episódios intitulada Amagami SS estreou no Japão em 2 de Julho de 2010 e terminou em 23 de Dezembro de 2010. A segunda temporada, chamada "Amagami SS+ plus", foi exibida de 6 de janeiro de 2012 à 30 de março de 2012

## Enredo
Dois anos atrás, Junichi Tachibana tem seu coração partido por uma menina que faltou ao encontro com ele na véspera de Natal. Agora, um estudante do segundo ano do ensino médio, Junichi está desconfiado de amor por causa de seu passado e não gosta de comemorar o Natal. No entanto, este Natal, o encontro com uma das seis meninas de sua escola, Haruka Morishima, Kaoru Tanamachi, Sae Nakata, Ai Nanasaki, Rihoko Sakurai, ou Ayatsuji Tsukasa vai finalmente abrir seu coração para amar novamente.

## Personagens

### Personagens principais
Junichi Tachibana (橘 纯一, Tachibana Junichi)
Voz de : Tomoaki Maeno
O protagonista masculino da história. Ele tem dificuldade de se abrir com os outros devido a um trauma causado há dois anos, quando marcou um encontro com uma garota na véspera de Natal e esta faltou, o que deixou seu coração partido.
Haruka Morishima (森島 はるか, Morishima Haruka)
Voz de : Shizuka Itō
Uma menina muito popular em seu último ano, que tem muitos fãs na escola. Ela pode ser descrita como uma menina caprichosa e insegura, com um gosto por coisas fofas, especialmente filhotes. Sua melhor amiga é Hibiki Tsukahara e tem um irmão mais novo chamado Satoshi. Ela é um quarto britânica pois seu avô por parte de mãe era britânico, e seu sobrenome é Lovely.
Kaoru Tanamachi (棚町 薫, Tanamachi Kaoru)
Voz de : Rina Satō
Uma amiga de infância de Junichi, e é visto frequentemente com seu outro amigo Masayoshi. Ela é imprevisível como da vez em que ela deu um soco em Junichi do nada. Ela trabalha a tempo parcial em um restaurante familiar para sustentar sua mãe solteira, que mais tarde aparece com outro homem.
Sae Nakata (中多 紗江, Nakata Sae)
voz de : Hiromi Konno
Uma amiga de Miya. Tendo estudado em uma escola só de meninas na maior parte de sua vida, Sae é extremamente tímida em torno dos homens. Sae tem uma voz baixa e suave, devido à sua timidez.
Ai Nanasaki (七咲 逢, Nanasaki Ai)
voz de : Yukana
Um colega de Miya. Ela faz parte de sua equipe feminina de natação da escola. Ela tem um irmão mais novo chamado Ikuo e possui muita disposição é fria e calma.
Rihoko Sakurai (桜井 梨穂子, Sakurai Rihoko)
voz de : Ryōko Shintani
Ela é amiga de infância de Junichi que, apesar de ter um grande apetite, avidamente lê os livros de dieta na biblioteca da escola e sempre tenta uma dieta nova. Ela é membro do clube do chá.
Tsukasa Ayatsuji (絢辻 詞, Ayatsuji Tsukasa)
voz de : Kaori Nazuka
A representante de classe, trabalhada como um disco rígido e uma pessoa que está disposta a assumir qualquer tarefa que ninguém mais quer. Embora aparentemente ela seja gentil e simpática, a sua verdadeira personalidade é manipuladora e esperta.

### Personagens secundários
Miya Tachibana (橘 美也, Tachibana Miya)
voz de : Kana Asumi
Irmã mais nova Junichi e que de brincadeira chama seu irmão de "Nii-nii". Ela tende a ficar com ciúmes quando seu irmão da mais atenção a outra garota do que a ela. Ela também é amiga de Nakata Sae e Nanasaki Ai.
Maya Takahashi (高橋 麻耶, Takahashi Maya)
voz de : Risa Hayamizu
Professora de Junichi. Ela tende a ser uma professora séria, mas pode facilmente ficar bêbada quando ela bebe (principalmente saquê doce).
Masayoshi Umehara (梅原 正吉, Umehara Masayoshi)
voz de : Takuma Terashima
O melhor amigo Junichi desde a infância, que tem interesse em fotos de mulheres semi-nuas. Ele muitas vezes compra livros com fotos de mulheres de biquini e compartilha com Junichi. Sua família é proprietária de uma loja de sushi que ele planeja herdar.
Kanae Itō (伊藤 香苗, Itō Kanae)
voz de : Yuki Matsuoka
Uma amiga próxima de Sakurai Rihoko. Ela viria a ganhar o concurso Senhora Noel.
Keiko Tanaka (田中 恵子, Tanaka Keiko)
voz de : Mai Kadowaki
Uma amiga de Kaoru. Kaoru e Junichi certa vez lhe deram alguns conselhos sobre sua paixão com outro rapaz.
Hibiki Tsukahara (塚原 響, Tsukahara Hibiki)
voz de : Yū Asakawa
Amiga de Haruka e capitã do time de natação feminino. Ela tende a censurar a natureza divertida da Haruka.
Ruriko Yuzuki (夕月琉 璃子, Yuzuki Ruriko)
voz de : Izumi Satou
Sênior de Rihoko e membro do Clube de Chá. Ruriko tende a se preocupar com a imperícia de Rihoko e como ela vai se sair já que ela sera a presidente do Clube de Chá, já que ela ira se gradua junto com Manaka o clube de chá só tera Rihoko.
Manaka Hiba (飛羽 愛歌, Hiba Manaka)
voz de : Hitomi Harada
Sênior de Rihoko e outro membro do Clube de Chá. Manaka tem uma voz bastante calma, mas fala de forma estrana sempre usando palavras enigmáticas.

## Adaptações

### Mangá
- Uma adaptação para mangá intitulada Amagami: Sincerely Yours, ilustrado por Kotetsu Sakura, começou a ser serializada na revista Comic Famitsu Clear da editora Enterbrain em 30 de Outubro de 2009, mas foi cancelada em 2010. O tankōbon completo foi lançado em 29 de Junho de 2010, à metade da história de Tsukasa Ayatsuji.
- Amagami: Precious Diary, ilustrada por Tarou Shinonome, contendo 2 volumes centrados em Tsukasa Ayatsuji e 2 em Kaoru Tanamachi, começou a ser serializado na revista Young Animal da editora Hakusensha em 27 de Novembro de 2009; O mangá é também serializado na edição especial Young Animal Island em intervalos irregulares. O primeiro volume de Precious Diary foi lançado em 15 de Junho, 2010.
- Uma outra adaptação para mangá, intitulada Amagami: Precious Diary - Kaoru, também ilustrada por Tarou Shinonome, segue a história de Kaoru Tanamachi.
- Amagami: Love Goes On!, Ilustrado por Ryuya Kamino, , que foca no relacionamento de Junichi com cada uma das heroínas, começou a ser serializado na edição de Março de 2010 da revista seinen Dengeki Maoh da editora ASCII Media Works. O primeiro volume, que foca em Ai Nanasaki, saiu em 27 de Agosto de 2010. O segundo, que tem como heroína Haruka Morishima, foi lançado em 17 de dezembro de 2011. O volume atualmente sendo serializado foca em Rihoko Sakurai.
- Outro mangá intitulado Amagami: Close to You, ilustrado por Tomoya Andō, tendo como protagonista Rihoko Sakurai, começou a ser publicado na revista Comp Ace da editora Kadokawa Shoten mas foi cancelado recentemente por problemas de saúde do artista.

### Anime
Uma adaptação para anime produzida pela Anime International Company foi ao ar no Japão de Julho de 2010 a 23 de Dezembro de 2010 com o nome de Amagami SS.
O anime com 26 episódios, é dividido em seis arcos de quatro episódios cada, onde cada arco foca-se em uma das heroínas que será o interesse amoroso de Junichi, e dois episódios extra que focam-se em Risa Kamizaki e Miya Tachibana.
No dia 5 de janeiro de 2012 teve início a segunda temporada, intitulada "Amagami SS+ plus", que teve 13 episódios e terminou em 29 de Março de 2012.

#### Trilha Sonora
A primeira temporada do anime possui dez temas musicais: dois temas de abertura e oito temas de encerramento, cada tema de encerramento é cantado pela heroína do arco.
- O primeiro tema de abertura é "I love you" por Azusa. Essa abertura foi tema dos episódios 1 a 13 e foi lançada no dia 19 de julho de 2010.
- O segundo tema de abertura é "Kimi no Mama de" (君 の まま で, "Só Ser Você") por Azusa. Foi usado nos episódios 14 a 26 e foi lançado no dia 20 de outubro de 2010.

- O primeiro tema de encerramento, usado nos episódios de 1 a 4, é "Kimi no Hitomi ni Koishiteru" (キミ の 瞳 に 恋し てる, "Eu Amo Seus Olhos") por Shizuka Itou, foi lançado em 21 de julho de 2010.
- O segundo tema de encerramento, usado nos episódios 5 a 8, é "Ashita wa Kitto …" (きっと …, " 明日 は "Amanhã Certamente …") por Rina Satou, foi lançado em 18 de Agosto de 2010.
- O terceiro tema de encerramento, usado nos espisódios 9 a 12, é "Anata Shika Mienai" (あなた しか 見えない, "Eu não vejo nada além de você") por Hiromi Konno foi lançado em 15 de Setembro de 2010.
- O quarto tema de encerramento, usado nos episódios 13 a 16, é "Koi wa Mizuiro" (恋 は みず いろ, "O amor é colorido como a água")  por Yukana, foi lançado em 20 de Outubro de 2010.
- O quinto tema de encerramento, usado nos episódios 17 a 20, é "Koi wa Aserazu" (恋 は あせらず, "O amor é calmo") por Ryouko Shintani, foi lançado em 17 de Novembro de 2010.
- O sexto tema de encerramento, usado nos episódios 21 a 24, é Nageki no Tenshi" (嘆きの天使, "O anjo da lamentação") por Kaori Nazuka e foi lançado em 15 de dezembro de 2010.
- O sétimo tema de encerramento, usado no episódio 25, é "Koi no Yukue" (恋のゆくえ, "Curso do amor") por Mai Kadowaki.
- O oitavo e último tema de encerramento, usado no episódio 26 é "Suteki na Aru Hi" (素敵なある日, "Dia bonito") por Kana Asumi. Ambos, o sétimo e o oitavo, foram lançados em 19 de Janeiro de 2011.